# Zak Vyner
Zachary George Onyego Vyner, noto semplicemente come Zak Vyner (Bath, 14 maggio 1997), è un calciatore inglese, difensore del Bristol City.

## Caratteristiche tecniche
È un difensore centrale.

## Carriera
Cresciuto nel settore giovanile del Bristol City, debutta in prima squadra il 22 febbraio 2016 giocando l'incontro di Championship vinto 2-0 contro il MK Dons. Negli anni seguenti viene poco impiegato dal club biancorosso venendo girato in prestito nelle serie inferiori ad Accrington Stanley, Plymouth e Rotherham Utd. Nell'agosto 2019 passa in prestito all'Aberdeen dove gioca 16 incontri di Scottish Premiership prima di fare rientro alla base nel gennaio seguente.

## Statistiche
Statistiche aggiornate al 6 gennaio 2021.

### Presenze e reti nei club
| Stagione            | Squadra             | Campionato          | Campionato | Campionato | Coppe nazionali | Coppe nazionali | Coppe nazionali | Coppe continentali | Coppe continentali | Coppe continentali | Altre coppe | Altre coppe | Altre coppe | Totale | Totale | Totale |
| Stagione            | Squadra             | Comp                | Pres       | Reti       | Comp            | Pres            | Reti            | Comp               | Pres               | Reti               | Comp        | Pres        | Reti        | Pres   | Reti   |        |
| ------------------- | ------------------- | ------------------- | ---------- | ---------- | --------------- | --------------- | --------------- | ------------------ | ------------------ | ------------------ | ----------- | ----------- | ----------- | ------ | ------ | ------ |
| 2015-2016           | Bristol City        | FLC                 | 4          | 0          | FACup+CdL       | 0               | 0               |                    | -                  | -                  |             | -           | -           | 4      | 0      |        |
| 2016-gen. 2017      | Accrington Stanley  | FL2                 | 16         | 0          | FACup+CdL       | 0+1             | 0               |                    | -                  | -                  | EFL Trophy  | 0           | 0           | 17     | 0      |        |
| gen.-giu. 2017      | Bristol City        | FLC                 | 3          | 0          | FACup+CdL       | 1+0             | 0               |                    | -                  | -                  |             | -           | -           | 4      | 0      |        |
| 2017-gen. 2018      | Bristol City        | FLC                 | 1          | 0          | FACup+CdL       | 1+3             | 0               |                    | -                  | -                  |             | -           | -           | 5      | 0      |        |
| gen.-giu. 2018      | Plymouth            | FL1                 | 17         | 1          | FACup+CdL       | 0               | 0               |                    | -                  | -                  | EFL Trophy  | 0           | 0           | 17     | 1      |        |
| 2018-2019           | Rotherham Utd       | FLC                 | 31         | 0          | FACup+CdL       | 1+2             | 0               |                    | -                  | -                  |             | -           | -           | 34     | 0      |        |
| 2019-gen. 2020      | Aberdeen            | PL                  | 16         | 1          | CS+CdL          | 0+2             | 0               |                    | -                  | -                  |             | -           | -           | 18     | 1      |        |
| gen.-giu. 2020      | Bristol City        | FLC                 | 8          | 0          | FACup+CdL       | 0               | 0               |                    | -                  | -                  |             | -           | -           | 8      | 0      |        |
| 2020-2021           | Bristol City        | FLC                 | 21         | 0          | FACup+CdL       | 0+3             | 0               |                    | -                  | -                  |             | -           | -           | 24     | 0      |        |
| Totale Bristol City | Totale Bristol City | Totale Bristol City | 37         | 0          |                 | 8               | 0               |                    | -                  | -                  |             | 0           | 0           | 45     | 0      |        |
| Totale carriera     | Totale carriera     | Totale carriera     | 117        | 2          |                 | 14              | 0               |                    | -                  | -                  |             | 0           | 0           | 131    | 2      |        |